# Polyéthylène moyenne densité
Le polyéthylène moyenne densité (PE-MD) est un type de polyéthylène ayant une masse volumique comprise entre 0,926 et 0,940 g/cm3. Cette masse volumique est intermédiaire entre celle du polyéthylène basse densité et celle du polyéthylène haute densité.

## Fabrication
Les PE-MD peuvent être produits par polymérisation coordinative de type catalyse Phillips et plus rarement par catalyse de Ziegler-Natta ou des catalyseurs métallocènes.

## Propriétés
Les PE-MD ont une bonne résistance aux chocs. Ils possèdent les caractéristiques suivantes :
- module de Young : 172 à 379 MPa ;
- résistance à la traction : 12,4 à 19,3 MPa ;
- allongement à la rupture : 100 à 150 % ;
- point de ramollissement Vicat : 99 à 124 °C ;
- chaleur spécifique : 1 916 J·kg−1·K−1.

## Utilisations
Les PE-MD sont généralement utilisés pour fabriquer des tuyaux, des raccords de gaz, des sacs, des films rétractables, des films d'emballage, des sacs de transport et des fermetures de vis.